# Classe de sixième française
Pour un article plus général, voir Collège en France.
Dans le système éducatif français, la classe de sixième est la première classe du collège. Elle concerne les enfants généralement âgés entre 11 et 12 ans. Les enfants sont inscrits en sixième à la rentrée scolaire de l'année civile au cours de laquelle ils atteignent l'âge de 11 ans. Elle est la dernière année du cycle 3. La classe de sixième est considérée comme un temps d'adaptation au collège. L'accueil et l'intégration des élèves fait l'objet d'une attention particulière.
Il existe également des classes adaptées : SEGPA pour les élèves en difficulté scolaire, ULIS pour les élèves en situation de handicap, UPE2A pour les élèves allophones.
La classe précédente correspond à la classe de CM2 en école élémentaire et la classe suivante est la classe de cinquième.

## Horaires
La grille horaire en général de la classe de sixième est la suivante :
| Enseignements obligatoires communs en France               | Enseignements obligatoires communs en France               | Horaire hebdomadaire de l’élève     |
| Catégorie                                                  | Sous-catégorie                                             | Horaire hebdomadaire de l’élève     |
| ---------------------------------------------------------- | ---------------------------------------------------------- | ----------------------------------- |
| Français                                                   | Français                                                   | 4 heures 30                         |
| Mathématiques                                              | Mathématiques                                              | 4 heures 30                         |
| Langues vivantes étrangères                                | LV1                                                        | 4 heures                            |
| Histoire-géographie et enseignement moral et civique (EMC) | Histoire-géographie et enseignement moral et civique (EMC) | 3 heures                            |
| Enseignement scientifique                                  | Sciences de la vie et de la Terre                          | 2 heures                            |
| Enseignement scientifique                                  | Physique-chimie                                            | 1 heure                             |
| Enseignements artistiques                                  | Arts plastiques                                            | 1 heure                             |
| Enseignements artistiques                                  | Éducation musicale                                         | 1 heure                             |
| Éducation physique                                         | Éducation physique                                         | 4 heures                            |
| Initiation à la recherche documentaire (IRD)               | Initiation à la recherche documentaire (IRD)               | 1 heure (1/2 sem)                   |
| Total                                                      | Total                                                      | 26 heures                           |
| Enseignements facultatifs en fonction de l'établissement   | Enseignements facultatifs en fonction de l'établissement   | Horaire hebdomadaire de l’élève     |
| Langues vivantes étrangères et régionales                  | LV1                                                        | 3 heures (LV1 obligatoire comprise) |
| Langues vivantes étrangères et régionales                  | LV2                                                        | 3 heures                            |
| Vie de classe                                              | Vie de classe                                              | 10 heures annuelles                 |
| Enseignements complémentaires                              | Enseignement pédagogique interdisciplinaire                | 3 heures                            |
| Enseignements complémentaires                              | Accompagnement personnalisé                                | 3 heures                            |

## Programmes
Programme d'enseignement du cycle de consolidation, dit cycle 3 :
Les programmes indiqués s'appliquent depuis la rentrée 2016.

### Français

#### Étude de la langue
Grammaire
- analyse de la phrase ;
- les fonctions grammaticales.

Orthographe
- orthographe grammaticale ;
- orthographe lexicale ;
- quelques homonymes ou homophones.

Conjugaison
- conjuguer à l'indicatif (passé simple, imparfait et présent) ;
- valeurs de présent.

Lexique
- domaines lexicaux ;
- notions lexicales ;
- nouveaux mots.

#### Littérature
Thèmes abordés
- Le monstre, aux limites de l'humain
- Récits d'aventures
- Récits de création ; création poétique
- Résister au plus fort : ruses, mensonges et masques

Lecture
- Textes de l'Antiquité : Le professeur fait lire des extraits choisis parmi les œuvres suivantes :
  - Le Récit de Gilgamesh ;
  - La Bible ;
  - L'Iliade et L'Odyssée ;
  - L'Énéide ;
  - Les Métamorphoses ;
  - Percy Jackson : Le Voleur de foudre ;
  - Le premier Livre des merveilles ;
  - Les Dieux s'amusent de Denis Lindon ;
  - Les héros de l'Iliade ;
  - Contes et récits tirés de l'Iliade et de l'Odyssée.
- Contes et récits merveilleux : Le professeur fait lire au moins deux contes choisis parmi les œuvres suivantes :
  - Les Mille et Une Nuits ;
  - Contes de Charles Perrault, de Madame d’Aulnoy, des frères Grimm, de Hans Christian Andersen ;
  - Alice au pays des merveilles de Lewis Carroll ;
  - Le Petit Prince d'Antoine de Saint-Exupéry ;
  - Petit Bodiel et autres contes de la savane ; Il n’y a pas de petite querelle de Amadou Hampâté Bâ ;
  - Contes, Nouveaux contes d’Amadou Koumba de Birago Diop ;
  - La Belle Histoire de Leuk-le-lièvre de Léopold Sédar Senghor ;
  - Fantastique Maître Renard de Roald Dahl ;
  - Le Renard de Morlange de Alain Surget ;
  - Le Roman de Renart ;
  - Louison et Monsieur Molière de Marie-Christine Helgerson ;
  - De Cape et de Mots de Flore Vesco ;
  - La sorcière de la rue Mouffetard de Pierre Gripari ;
  - Verte de Marie Desplechin ;
  - Les Contes de Beedle le Barde de J. K. Rowling ;
  - Contes à l'envers de Philippe Dumas et Boris Moissard ;
  - La Rivière à l'envers de Jean Claude Mourlevent ;
  - Les Contes de ma mère l'Oye de Charles Perrault.
- Initiation à la poésie : Le professeur choisit :
  - des poèmes en vers réguliers, des poèmes en vers libres ou variés, des calligrammes, des haïkus ou des chansons, du Moyen Âge au XXIe siècle, pour faire découvrir la diversité des formes et motifs poétiques ;
  - des Fables de Jean de La Fontaine (choisies dans les Livres I à VI, comme Le Corbeau et le Renard ou Le Lion et le Rat ou Le Loup et l'Agneau ;
  - des pièces de théâtre comme Le Tambour.

Étude de l'image
Expression écrite
- Questions sur un texte accompagné d'une illustration ;
- Rédaction.

Expression orale
- Exposé sur un livre déjà lu.

Histoire des arts
- étude de l'Antiquité[4].

### Mathématiques
Organisation et gestion de données. Fonctions
- Proportionnalité ;
- Organisation et représentation de données.

Nombre et calculs
- Nombres entiers et décimaux ;
- Opérations ;
- Nombres en écriture fractionnaire.

Géométrie
- Figures planes ;
- Symétrie orthogonale ;
- Parallélépipède rectangle, patrons, représentation en perspective ;
- Parallélogrammes ;
- Droites et segments.

Grandeurs et mesures
- Longueurs, masses, durées ;
- Angles ;
- Aires : mesure, comparaison et calcul d’aires ;
- Volumes[5].

### Langue vivante étrangère
Choix entre allemand, anglais, arabe, chinois, espagnol, hébreu, italien, japonais, portugais, russe.

### Histoire-Géographie-Enseignement moral et civique

#### Histoire
- Thème 1 : La longue histoire de l'humanité et des migrations
  - Les débuts de l'humanité
  - La « révolution » néolithique
  - Premiers États, premières écritures
- Thème 2 : Récits fondateurs, croyances et citoyenneté dans la Méditerranée antique au Ier millénaire avant J.-C.
  - Le monde des cités grecques
  - Rome du mythe à l'histoire
  - La naissance du monothéisme juif dans un monde polythéiste
- Thème 3 : L'empire romain dans le monde antique
  - Conquêtes, paix romaine et romanisation
  - Des chrétiens dans l'empire
  - Les relations de l'Empire romain avec les autres mondes anciens : l'ancienne route de la soie et la Chine des Han

#### Géographie
- Thème 1 : Habiter une métropole
  - Les métropoles et leurs habitants
  - La ville de demain
- Thème 2 : Habiter un espace de faible densité
  - Habiter un espace à forte(s) contrainte(s) naturelle(s) ou/et de grande biodiversité
  - Habiter un espace de faible densité à vocation agricole
- Thème 3 : Habiter les littoraux
  - Littoral industrialo-portuaire, littoral touristique
- Thème 4 : Le monde habité
  - La répartition de la population mondiale et ses dynamiques
  - La variété des formes d'occupation spatiale dans le monde

#### Enseignement moral et civique
- La sensibilité
- La règle et le droit
- Le jugement
- L'engagement
- Les valeurs de la République française

### Sciences de la Vie et de la Terre
- Caractéristiques de l'environnement proche et répartition des êtres vivants ;
- Le peuplement d'un milieu ;
- Origine de la matière des êtres vivants ;
- L'alimentation humaine ;
- Cycle de vie et reproduction des êtres vivants.

### Physique-Chimie
- Les états et la constitution de la matière à l’échelle macroscopique ;
- Les différents types de mouvement ;
- Les ressources en énergie et conversions d'énergie ;
- Signal et information.

### Technologie
- Analyse du fonctionnement d'un objet technique ;
- Les matériaux utilisés ;
- Les énergies mises en œuvre ;
- L'évolution de l'objet technique ;
- La communication et la gestion de l'information ;
- Les processus de réalisation d'un objet technique[7].

### Arts plastiques
- La représentation plastique et les dispositifs de présentation ;
- Les fabrications et la relation entre l’objet et l’espace ;
- La matérialité de la production plastique et la sensibilité aux constituants de l’œuvre.

### Éducation musicale
L'élève maîtrise :
- au moins une compétence vocale ;
- l'articulation d'au moins deux compétences parmi timbre et espace, temps et rythme, dynamique, forme ;
- la distinction de deux styles musicaux très différents[8].

## Origine de la classe de sixième
Le concept de classe de sixième et la dénomination de cette classe existe déjà en 1742.